# 薩尤拉湖

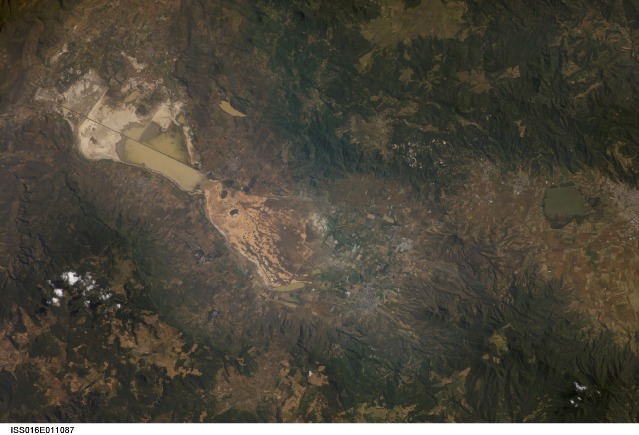

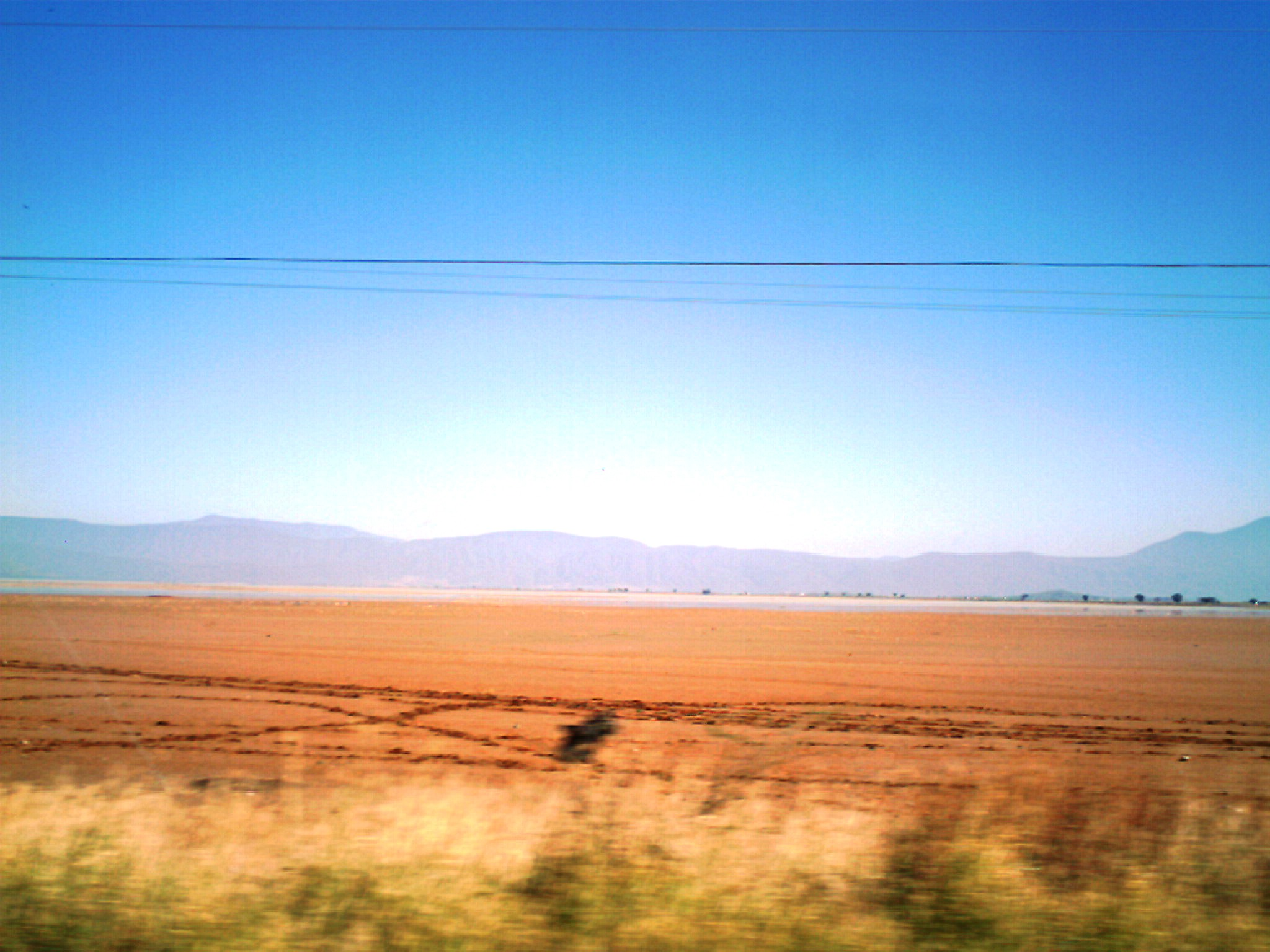

薩尤拉湖（西班牙語：Laguna de Sayula）是墨西哥的潟湖，位於哈利斯科州，距離瓜達拉哈拉60公里，長31公里、寬8公里，面積168平方公里，海拔高度1,350米，湖岸線長度90公里，平均水深2米。